# Adansonia digitata

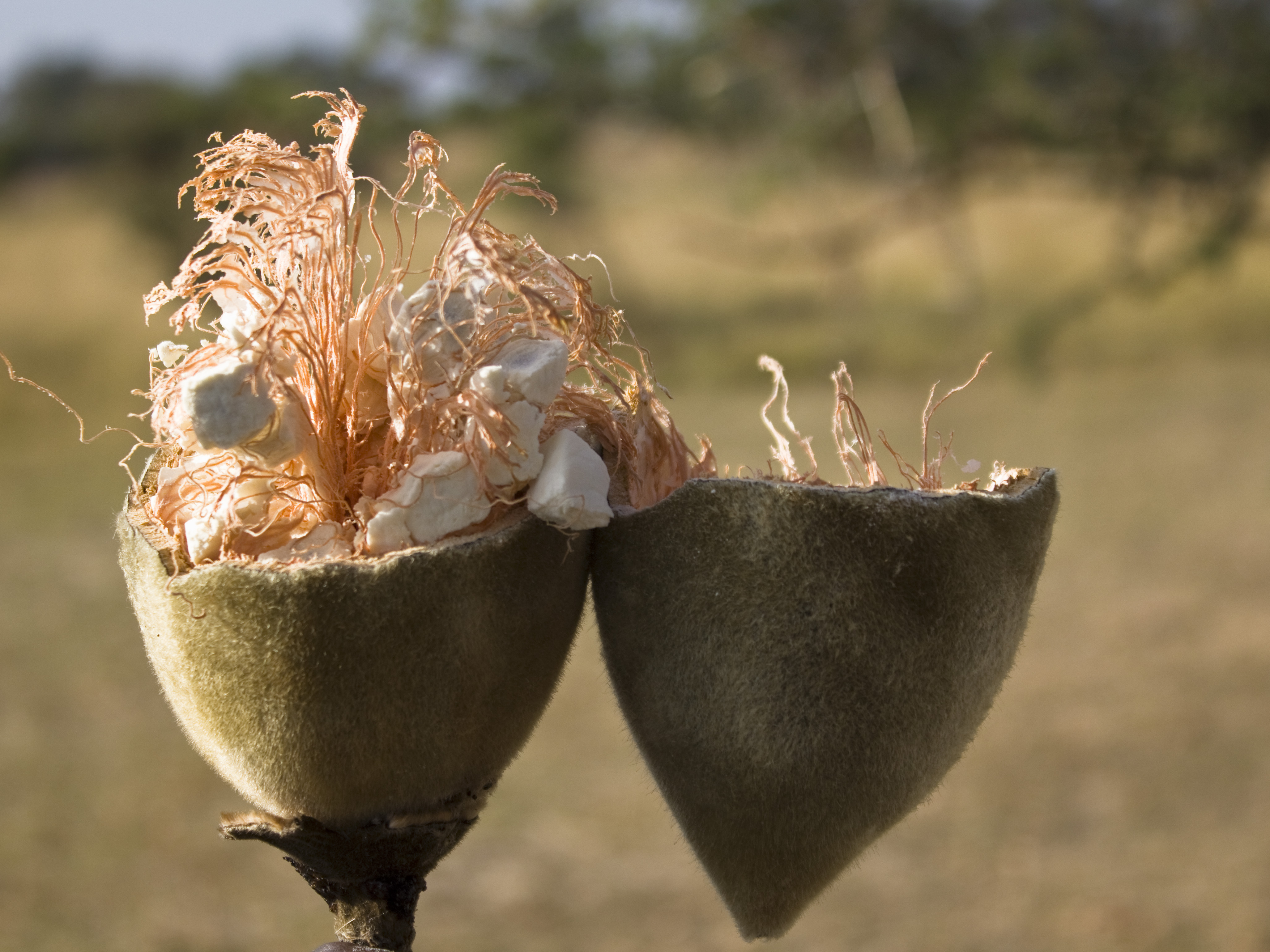
Adansonia digitata

Адансо́нія па́льчаста, або Баоб́аб п́альчастий (лат. Adansonia digitata) — дерево роду баобаб (Adansonia) родини мальвові. Зростає в посушливих зонах Африки.

## Міфологія
В міфах та легендах баобаб також називають слоновим чи мавпячим деревом, через пристрасть приматів і слонів до плодів та води Баоба́ба. Існує декілька легенд, в які вірять мешканці деяких регіонів Танзанії:
1. Якщо протягом трьох днів, під час сходу і заходу сонця, обійти навкруги баобаба сім разів в одному напрямку, то із жінки стане чоловік, а з чоловіка — жінка. Танзанійці вірять, що в баобабі живуть духи і тому слід ставитися до дерева з повагою і шаною.
2. Ще одна легенда стосується вигляду баобаба. Боги роздавали насіння рослин звірям, щоб їх посадити, а насіння баобаба попало гієні в останню чергу. Зла і ображена гієна посадила насіння навпаки. Тому, виглядає наче баобаб росте корінням вверх.
3. Коли баобаб був молодий, то був дуже гордовитий, за це боги покарали його і посадили кроною донизу.

## Історія
З давніх часів відомо про надзвичайні властивості баобабу. Описав і класифікував вид Мішель Адансон — французький ботанік, філолог, мандрівник. Видова назва «digitata» походить від форми листка рослини, вони 5–7 пальчасті. Вік дерева, що описав Адансон, не встановлено, так як дерево не має річних кілець, а радіовуглецеве датування має свої значні похибки. Баобаб почали охороняти на підставі закону про ліс у Південній Африці в 1941 році.

## Морфологія

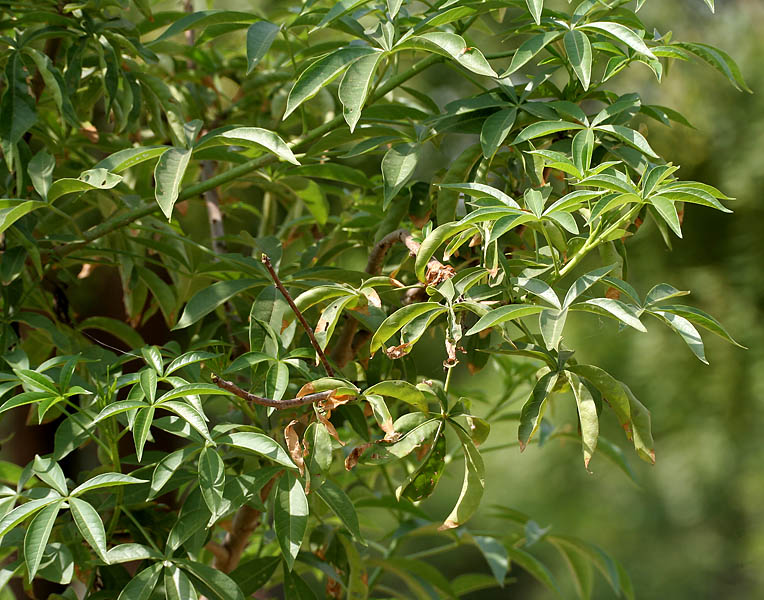
Листок складається з п'яти пальчастих пластин.

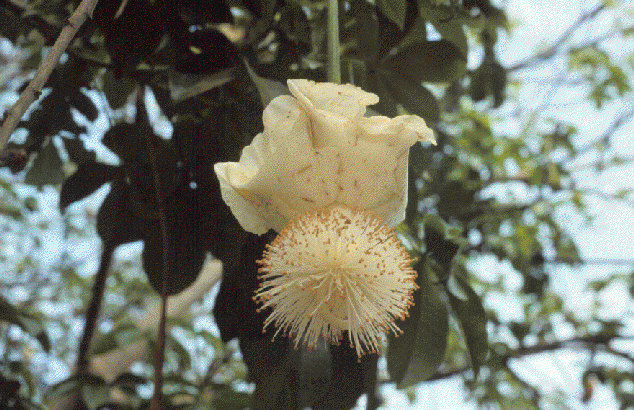
Квітка баобаба

Велике каудексне дерево із цікавою морфологією. Надземна частина рослини в сухий період дуже нагадує дерево, посаджене вниз кроною. Стовбур рослини не має річних кілець (тому неможливо визначити вік за цим критерієм) і може сягати 50 метрів в обхваті. Як правило, у дерева заввишки 25 метрів діаметр каудексу становить 10-15 метрів. Серцевина в старих екземплярах часто відсутня, дупла в баобабах можуть слугувати схованкою не тільки тваринам, а навіть людям. В молодих не ушкоджених деревах зберігається досить велика кількість води. Слони, знаючи про цю хитрість дерева, валять їх або сильно пошкоджують, щоб здобути цінне питво. Кора дерев гладенька, сірувата і досить вогнетривка. Часто на ній помітні сліди від бивнів слонів, що прагли здобути воду. Плоди яйцеподібні, кашемірові, дещо схожі на кажанів, які є основними запилювачами рослини. Серцевина плодів кислувата з купою великого чорно-коричневого, сердцеподібного і дуже поживного насіння. Коренева система має великі товсті корені, які зберігають велику кількість поживних речовин. У молодих рослин коріння бульбоподібне і досить довге.

## Розмноження

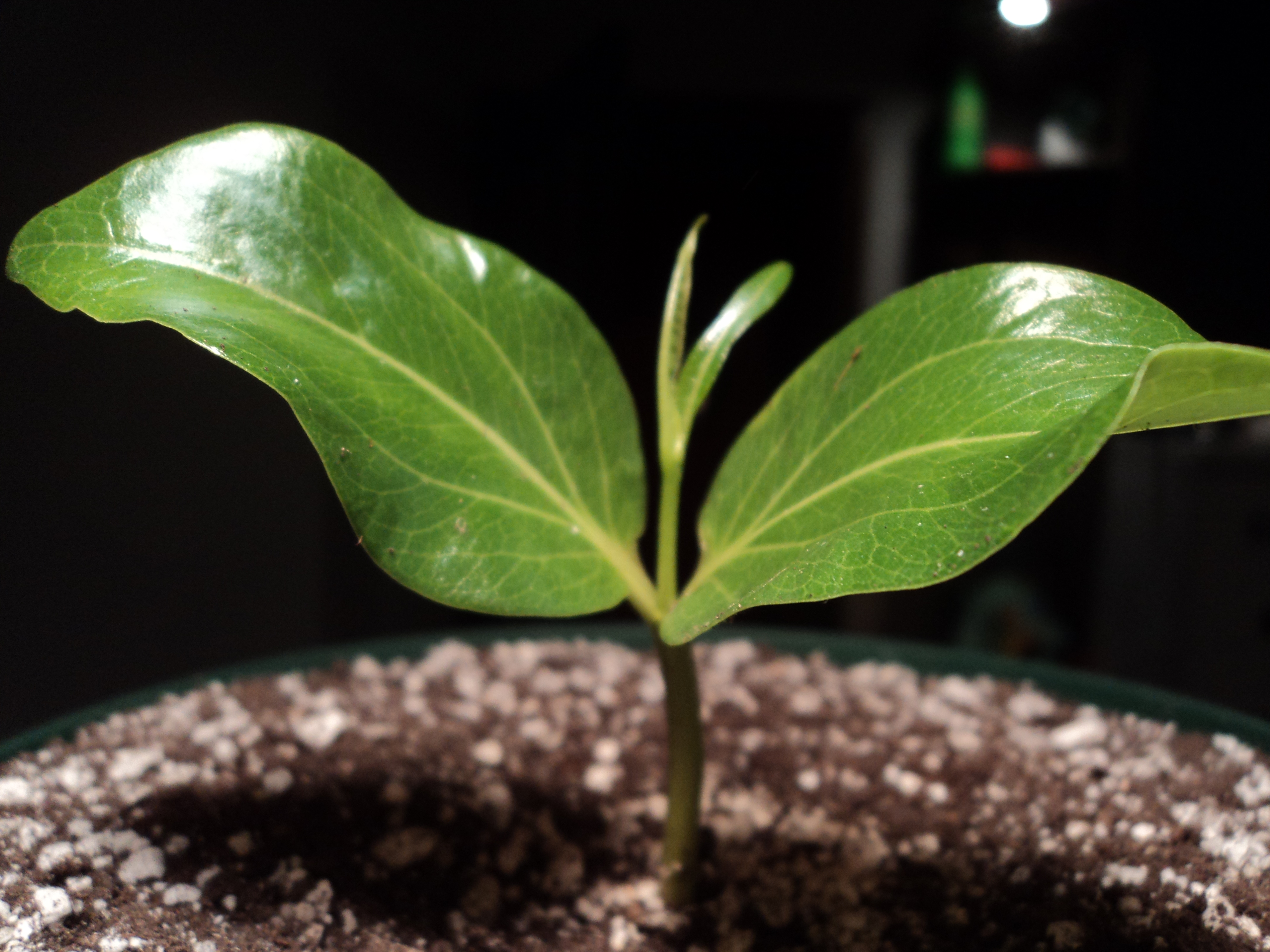
Сіянець баобаба в горщику

Насіння легко проростає у теплому, вологому середовищі. Для цього його замочують у гарячій воді (+ 60 С) на нетривалий час. Потім легко скарифікують (дряпають) і висаджують в добре дреновану суміш. Тримають в теплому і вологому місці (не нижче + 28 С). За кілька днів з'являються паростки. Подальший догляд — полив, багато розсіяного сонячного світла, висока температура. Рослина росте періодично. Спочатку нарощує кореневі бульби, потім надземну частину. В період посухи скидає все листя (бажано не поливати і не оприскувати)

## Застосування
Використовують усі частини дерева. З листя адансонії виготовляють салат, що містить багато вітаміну С і схожий на шпинат. Коріння-бульби молодих рослин містять багато поживних речовин і використовуються в різних стравах корінних народів Африки. Волокна з кори використовують для виготовлення канатів, кошиків, тканини, струнних музичних інструментів і водонепроникних шапок. М'якоть плодів сушать, подрібнюють і роблять з них лимонад (плоди мають смак цитрусових плодів). Зі смаженого насіння роблять кавовий напій. Баобаб надає притулок і їжу багатьом тваринам і комахам, за що його часто називають «тваринним гіпермаркетом».

## Поширення
Географічний розподіл включає в себе більшу частину тропічної Африки, а також невеликі ділянки південної Аравії, островів Атлантичного та Індійського океанів, що оточують Африканський континент, включаючи Мадагаскар.

## Охоронні заходи
Цей вид занесений до Червоної книги зникаючих рослин Ємену.